# Tot esperant Godot

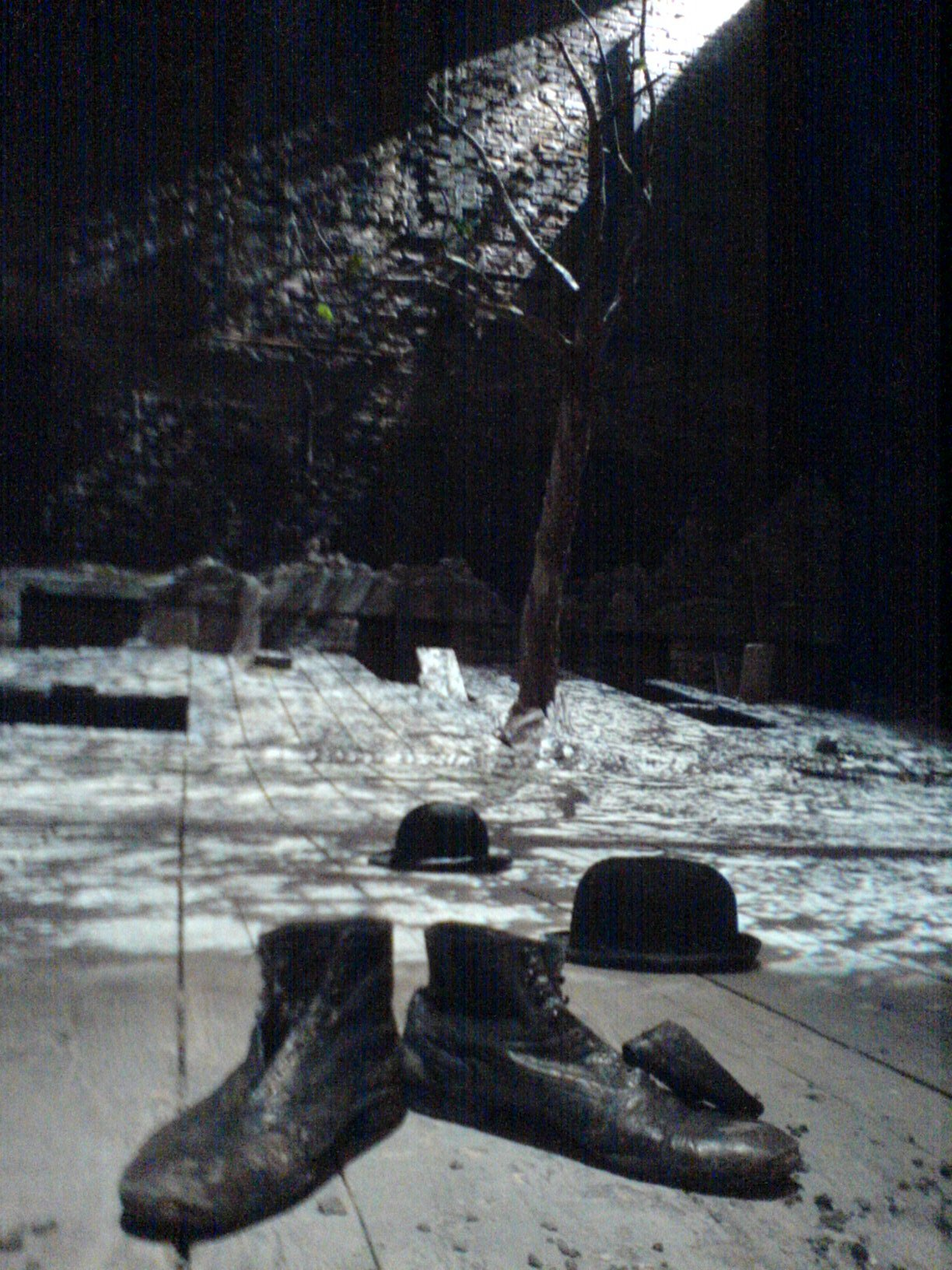
Tot esperant Godot al Theatre Royal Haymarket de Londres, el 2009

Tot esperant Godot (en francès: En attendant Godot), de vegades subtitulada Tragicomèdia en 2 actes, és una obra de teatre de l'absurd escrita per Samuel Beckett als anys 1940, publicada el 1952 per Éditions de Minuit i estrenada a França aquest mateix any, sota la direcció de Roger Blin. Va significar una renovació de l'escriptura dramàtica pel fet d'establir noves relacions entre els personatges, el temps, l'espai i els llenguatges escènics, i s'ha convertit en una de les peces més representades de l'autor. Beckett va rebre nombroses peticions per adaptar-la al cinema i la televisió, però es va resistir a aquestes ofertes, llevat de l'aprovació ocasional per amistat o simpatia a la persona que feia la petició, i les que es van fer en vida seva, no el van satisfer.
Jordi Coca va proposar estrenar en català aquesta obra el 1957. L'any 1965 es va estrenar a la ciutat de Lleida, produïda pel polifacètic Àngel Jové i dirigida per Josep Maria Riu i el grup TOAR, amb una innovadora escenificació amb fotografies de Ton Sirera. Un any després, l'any 1966, es va fer al Teatre Romea de Barcelona. Als anys 60, el teatre de l'absurd era molt popular en aquesta ciutat i s'hi van estrenar també altres obres de Samuel Beckett, Joan Brossa, Manuel de Pedrolo i altres autors del gènere. Manuel de Pedrolo va estar influenciat per aquesta peça teatral i l'inspirà per a escriure'n d'altres.
L'obra es divideix en dos actes, i en ambdós apareixen dos vagabunds anomenats Vladimir i Estragon, que esperen en va al costat d'un camí un tal Godot, amb qui (potser) tenen alguna cita. El públic mai no arriba a saber qui és Godot, o quin tipus d'assumpte hi han de tractar. A cada acte, hi apareixen el cruel Pozzo i el seu esclau Lucky (en anglès, 'afortunat'), seguits d'un noi que fa arribar el missatge a Vladimir i Estragon que Godot no vindrà avui, "però demà segur que sí".

## Estil

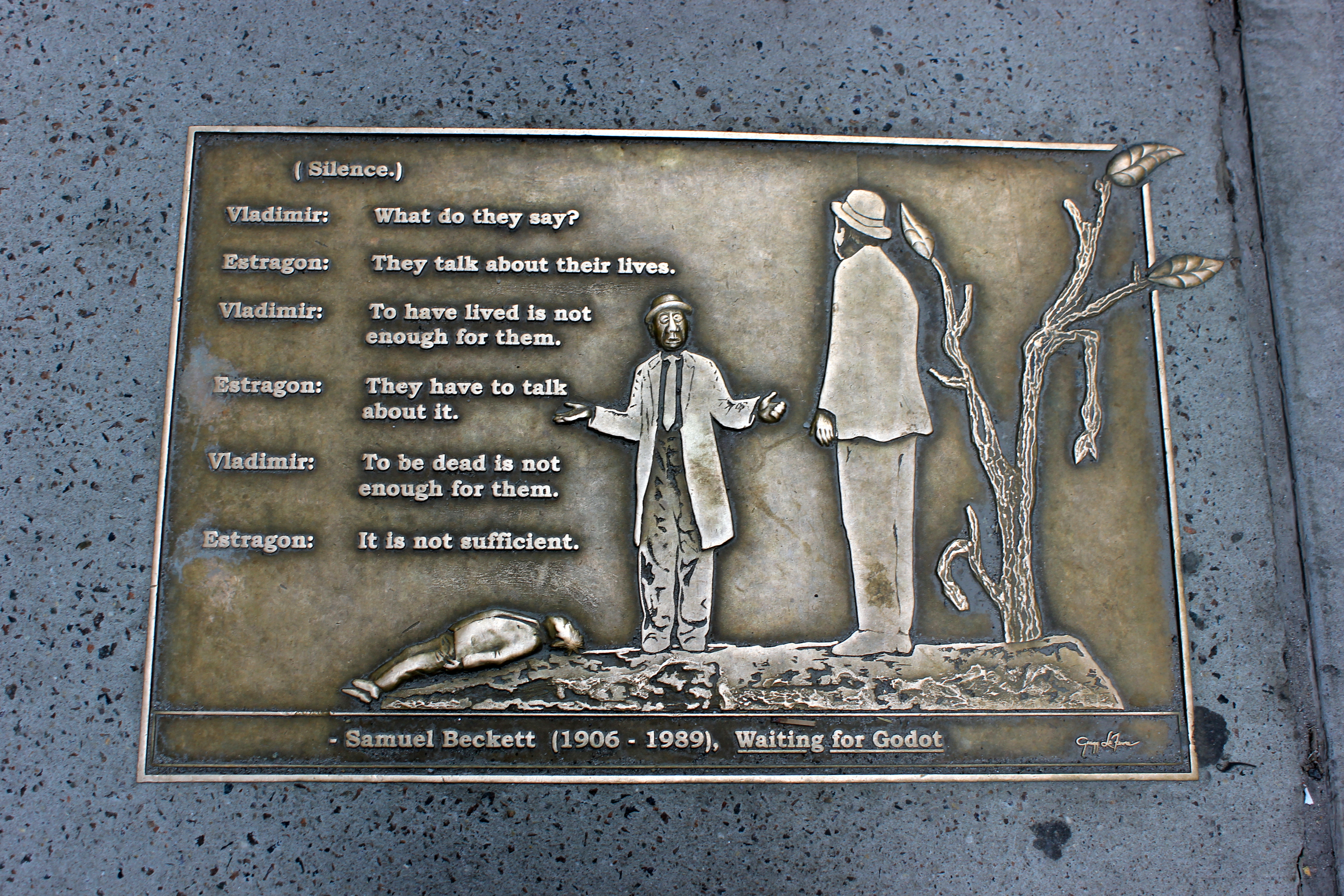
Placa al carrer de la New York Public Library amb un tros del text de l'obra

Al llarg de la seva producció dramàtica, Beckett va renovar el llenguatge teatral creant noves relacions entre els diferents elements dramàtics i deslligant el gest de la paraula, la veu del cos, o com la llum pot esdevenir un personatge més. En aquest muntatge, Beckett encara no dirigia les seves obres, però ja va introduir un nou tipus d'acció dramàtica; el temps i l'espai són indeterminats i ahistòrics, la tragèdia es porta tant al límit que resulta còmica per la seva caricaturització i el to és grotesc, absurd i transcendent, com és recurrent en la seva obra.

## Sinopsi

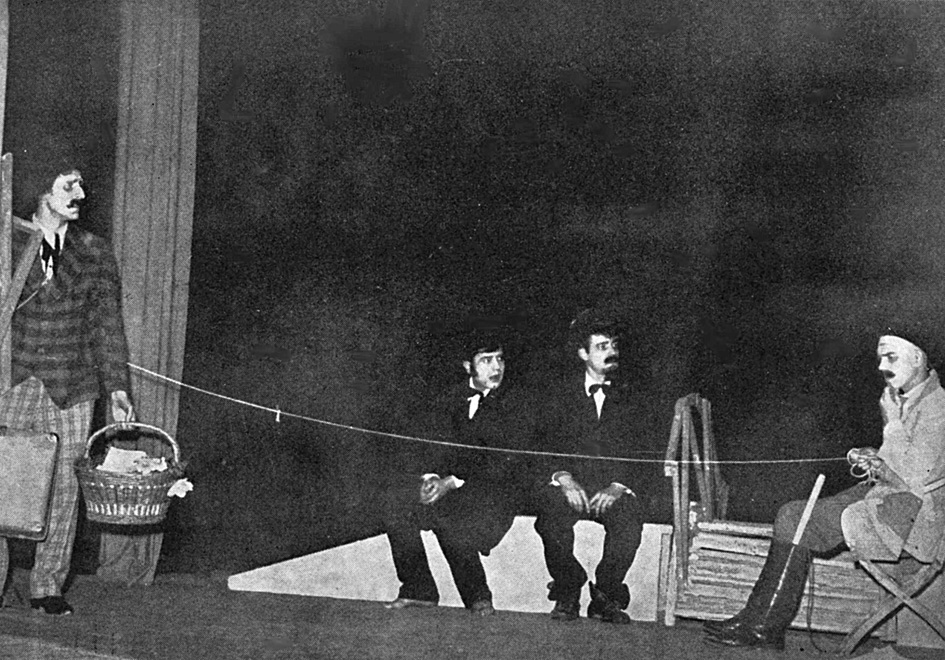
Tot esperant Godot, versió del director macedoni Bore Angelovski, presentada el 1965

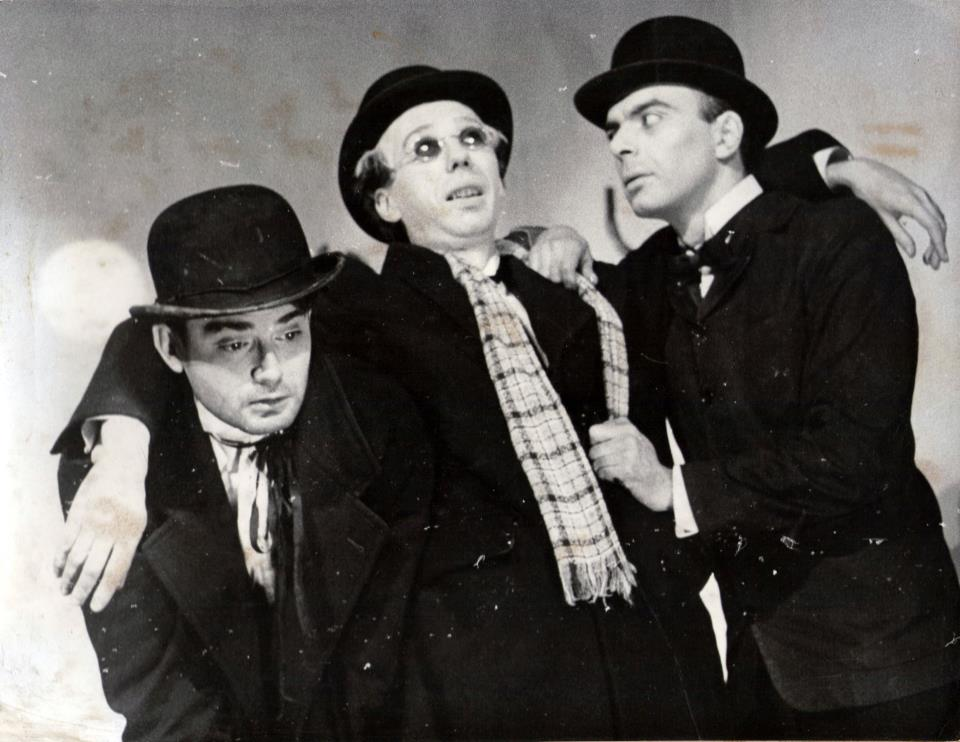
Tot esperant Godot a Buenos Aires el 1956

### Primer acte
L'obra està dividida en dos actes. La trama tracta de Vladimir (també anomenat "Didi") i Estragon (també anomenat "Gogo"), que arriben a un lloc al costat d'un camí, al costat d'un arbre, per esperar l'arribada de Godot. Vladimir i Estragon semblen ser vagabunds: la seva roba és esparracada i no els va bé; una altra teoria és que podrien ser refugiats o soldats desplaçats d'un conflicte, com la Segona Guerra Mundial, que acabava de finalitzar i que va inspirar molt la dramatúrgia de Beckett. Passen el temps conversant i de vegades discutint.
Estragon es queixa que les botes no li venen, i Vladimir presumeix de cames engarrotades a causa d'un dolorós problema de bufeta. Fan vagues al·lusions sobre la naturalesa de les seves circumstàncies, i sobre les raons per trobar-se amb Godot (però el públic mai arriba a saber qui és Godot o per què és tan important). Aviat els interromp l'arribada de Pozzo, un home cruel, però líric que afirma ser l'amo de la terra on es troben, juntament amb el seu criat Lucky, a qui sembla controlar per mitjà d'una llarga corda. Pozzo s'asseu per donar-se un festí de pollastre, i més tard tira els ossos als dos vagabunds.
Els entreté fent ballar animadament a Lucky, i llavors els dona un sermó improvisat sobre les teories de George Berkeley. És un disscurs sobtat i absurd. Després de la partida de Pozzo i Lucky, un nen arriba amb un missatge de Godot: "aparentment, no vindrà avui, però vindrà demà a la tarda". El noi també confessa que Godot pega al seu germà i que ell i el seu germà dormen a les golfes d'un graner.

### Segon acte
Vladimir i Estragon tornen a estar esperant a prop de l'arbre, que ha crescut des de la fi del primer acte, com es pot veure amb l'aparició de diverses fulles. Tots dos homes encara estan esperant Godot. Lucky i Pozzo finalment reapareixen, però no com eren abans. Pozzo s'ha quedat cec i en Lucky ara està totalment mut. Pozzo no recorda haver conegut mai Vladimir i Estragon, que ells mateixos no es posen d'acord sobre quan van veure per última vegada els viatgers. Lucky i Pozzo surten poc després de la seva engrescadora trobada, deixant en Vladimir i Estragon continuar esperant.
Poc després, el noi reapareix per informar que Godot no vindrà. El nen afirma que no s'havia trobat mai abans amb Vladimir i Estragon i que això no és el que havia parlat el dia abans amb Vladimir, la qual cosa fa que Vladimir esclati d'ira contra el nen, exigint que el nen el recordi l'endemà per evitar repetir aquesta trobada una vegada més. Després de la sortida del nen, Vladimir i Estragon es plantegen el suïcidi, però no tenen una corda per penjar-se. Decideixen marxar i tornar l'endemà amb una corda, però de nou es limiten a romandre immòbils mentre l'escena s'esvaeix en negre.

## Interpretacions
"Com que l'obra és tan depurada, tan elemental, convida a tota mena d'interpretacions socials, polítiques i religioses", va escriure Normand Berlin en un homenatge a l'obra a la tardor de 1999, "amb el mateix Beckett situat en diferents escoles de pensament, diferents moviments i 'ismes'. Els intents de fixar-lo no han tingut èxit, però el desig de fer-ho és natural quan ens trobem amb un escriptor minimalista. 'Menys' ens obliga a buscar 'més', i la necessitat de parlar de Godot i de Beckett ha donat lloc a una efusió constant de llibres i articles".
Al llarg de l'obra, el públic pot trobar referències religioses, filosòfiques, clàssiques, psicoanalítiques i biogràfiques, especialment en temps de guerra. Hi ha aspectes i elements rituals extrets directament del vodevil, i hi ha el perill de treure'n més conclusions de les que hi ha: és a dir, merament comoditats estructurals, avatars en què l'escriptor situa els seus personatges de ficció. L'obra "explota diverses formes i situacions arquetípiques, totes les quals es presten tant a la comèdia com al pathos". Beckett deixa clarament aquest punt a les notes inicials de Film: "No s'adjunta cap valor veritable a l'anterior, considerat com una conveniència merament estructural i dramàtica". Va fer un altre comentari important a Lawrence Harvey, dient que el seu "treball no depèn de l'experiència; [no és] un registre d'experiència. Per descomptat que el podeu utilitzar".
Beckett es va cansar ràpidament de "l'inacabable malentès". Ja l'any 1955, va comentar: "Per què la gent ha de complicar una cosa tan senzilla que no puc entendre". No va aportar més pistes críptiques, però: "Peter Woodthorpe [que interpretava a Estragon] va recordar haver-li preguntat un dia en un taxi de què anava realment l'obra: "Tot és simbiosi, Peter; és simbiosi", va respondre Beckett".
Beckett va dirigir l'obra per al Schiller-Theater de Berlín el 1975. Tot i que havia supervisat moltes produccions, aquesta era la primera vegada que prenia el control total. Walter Asmus va ser el seu jove ajudant de direcció conscienciat. La producció no va ser naturalista. Beckett va explicar: "És un joc, tot és un joc. Quan tots quatre estan estirats a terra, això no es pot manejar de manera naturalista. Això s'ha de fer de manera artificial, ballèticament. Altrament, tot esdevé una imitació, una imitació de la realitat [...]. Ha de quedar clar i transparent, no sec. És un joc per sobreviure."
Amb els anys, Beckett es va adonar clarament que la major part de l'èxit de Godot es reduïa al fet que estava obert a una varietat de lectures i que això no era necessàriament una cosa dolenta. El mateix Beckett va opinar sobre "una de les produccions més famoses mestissa de Godot, representada al Baxter Theatre de la Universitat de Ciutat del Cap, dirigida per Donald Howarth, amb […] dos actors negres, John Kani i Winston Ntshona, interpretant Didi i Gogo; Pozzo, vestit amb camisa a quadres i botes de goma que recorden a la ciutat de Lucky Afrikaner i Lucky Afrikaner. 'white trash ' ) que van ser interpretats per dos actors blancs, Bill Flynn i Peter Piccolo [...]. La producció del Baxter sovint s’ha presentat com si fos una producció explícitament política, quan en realitat aquest aspecte va rebre molt poca atenció. El que aquesta reacció demostra, però, és que, tot i que l'obra no es pot considerar de cap manera una al·legoria política, sí que hi ha elements que són rellevants per a qualsevol situació en què un home sigui explotat o oprimit per un altre".

## Adaptacions
Beckett va rebre nombroses peticions per adaptar l'obra per al cinema i la televisió. L'autor, però, es va resistir a aquestes ofertes, llevat de l'aprovació ocasional per amistat o simpatia per la persona que feia la petició. Aquest va ser el cas quan va acceptar algunes produccions televisives durant la seva vida (incloent-hi una emissió televisiva nord-americana de 1961 amb Zero Mostel com Estragon i Burgess Meredith com a Vladimir que el crític de teatre del New York Times Alvin Klein descriu que "ha deixat els crítics desconcertats i ara és un clàssic"). Quan Keep Films va fer a Beckett una oferta per filmar una adaptació en la qual apareixeria Peter O'Toole, Beckett va dir a la seva editorial francesa: "No vull una pel·lícula de Godot ". La BBC va emetre una producció televisiva de Waiting for Godot el 26 de juny de 1961, una versió per a la ràdio ja havia estat transmesa el 25 d'abril de 1960. Beckett va veure el programa amb uns quants amics al pis de Chelsea de Peter Woodthorpe. No estava content amb el que va veure. "La meva obra", va dir, "no va ser escrita per a aquesta caixa. La meva obra va ser escrita per a homes petits tancats en un espai gran. Aquí sou massa grans per aquest lloc". Una anàlisi va argumentar que l'oposició de Beckett a les alteracions i adaptacions creatives prové de la seva preocupació constant per la reacció de l'audiència en lloc dels drets de propietat sobre un text interpretat.
D'altra banda, les adaptacions teatrals han tingut més èxit. Per exemple, Andre Engel va adaptar l'obra el 1979 i es va produir a Estrasburg. En aquesta actuació, els dos personatges principals es van fragmentar en 10 personatges. Els quatre primers van implicar Gogo, Didi, Lucky i Pozzo, mentre que la resta es van dividir en tres parelles: dos vagabunds, una parella d'heterosexuals tristos i una núvia violada pel seu nuvi. Cadascun d'aquests encarnava algunes característiques d'Estragon i Vladimir. Un enfocament similar va ser utilitzat per Tamiya Kuriyama que va dirigir la seva pròpia adaptació de l'obra a Tòquio. Aquestes interpretacions, que només utilitzaven extractes dels diàlegs de l'original, es centraven en la ment dels urbanistes d'avui, que es considera que ja no són individus sinó un dels molts o del conjunt, que van convertir aquests individus en màquines.
L'any 2013 també es va produir una adaptació de la sèrie web titulada While Waiting for Godot a la Universitat de Nova York, que va situar la història entre les persones sense sostre de Nova York. Dirigida per Rudi Azank, el guió en anglès es va basar en el manuscrit original francès de Beckett d' En attendant Godot (el nou títol és una traducció alternativa del francès) abans de la censura de les editorials britàniques a la dècada de 1950, així com de l'adaptació a l'escenari. La temporada 1 de la sèrie web va guanyar la millor fotografia als Rome Web Awards 2014. La temporada 2 es va publicar a la primavera de 2014 al lloc web oficial del programa whilewaitingforgodot.com.

## En la cultura popular
Ha sigut adaptat a un videojoc anomenat Waiting for Godot Game.